# НИИПАВ
ООО Научно-производственное объединение «НИИПАВ» (Научно-исследовательский институт поверхностных активных веществ) — предприятие химической промышленности в городе Волгодонске. Производит поверхностно-активные вещества и композиции на их основе. Продукция применяется в производстве косметических, бытовых моющих и дезинфицирующих средств, пенообразователей для пожаротушения, препаратов для нефтегазодобывающей промышленности, присадок для битума, лаков, красок и другой продукции.

## История
НИИПАВ основан 10 июня 1960 году как филиал Шебекинского научно-исследовательского института синтетических жирозаменителей и моющих средств (НИИСЖИМС) (Шебекино) для сопровождения производственной деятельности Волгодонского химического завода (ВХЗ) имени 50-летия ВЛКСМ (специализировался на производстве синтетических жирных кислот, поверхностно-активных веществ и бытовой химии на их основе). Первоначально на предприятии были организованы три лаборатории: катионоактивных веществ, алкилоламидов и лаборатория синтетических жирных кислот и спиртов. Опытной базой филиала служил корпус опытных установок. Он был заложен в июне 1959 года, во время проведения в Волгодонске первого Всесоюзного совещания по получению синтетических жирозаменителей и поверхностно-активных веществ и применению их в народном хозяйстве.
В июне 1962 года предприятие было переименовано в филиал Всесоюзного научно-исследовательского и проектного института синтетических жирозаменителей (ВНИИСИНЖ).
30 августа 1974 года институт получил современное название — филиал Всесоюзного научно-исследовательского и проектного института поверхностно-активных веществ (ВНИИПАВ). В составе ВНИИПАВ появились новые структурные подразделения: лаборатория очистки сточных вод и лаборатория опытно-технологических проработок.
До 90-х годов НИИПАВ отвечал за сырьевое и технологическое обеспечение 8 профильных заводов отрасли.
В 1992 г на НИИПАВ происходит приватизация и реорганизация в акционерное общество. В этот период ВХЗ оказывается банкротом и разделяется на ряд отдельных предприятий. В дальнейшем НИИПАВ выкупает часть производственных мощностей бывшего химического завода и становится полноценным химическим производством. Первая собственная продукция — компоненты для изготовления шампуней, появилась в 1996 году. В 2000 году был завершен первый этап реконструкции предприятия. В декабре 2011 года предприятие сменило форму собственности с ОАО на ООО.

### Современность
НИИПАВ обеспечивает более половины потребностей в функциональных ПАВ российских производителей жидких моющих средств. Компания является поставщиком крупных производителей бытовой химии в России.

#### Научно-исследовательская деятельность
В состав научно — инженерного центра на сегодняшний день входят: лаборатория катионных и амфотерных ПАВ, лаборатория сырья для ПАВ, сектор применения ПАВ в промышленности и нефтегазодобыче, лаборатория бытовой химии, сектор поисковых исследований, аналитическая группа, лаборатория микробиологии, лаборатория качества продукции, технологический отдел, группа прикладных работ, участок пилотных и опытных установок. Площадь научно-технологического центра составляет 2000 м2.

#### Производственная деятельность
Производственные мощности предприятия созданы на базе опытного цеха НИИПАВ, ранее входившего в состав химического завода и составляют до 30 тыс. тонн продукции в год.. В 2006 году была принята стратегия развития НИИПАВ до 2015 года. Она предполагает создание двух новых заводов, которые будут включать отдельных 5 производств. В перспективе, за счет расширения существующего производства и введению мощностей по изготовлению жирных аминов, жирных кислот, концентратов бытовой химии, мощность предприятия увеличиться до 60 тыс. тонн в год.
Доля производства в балансе предприятия составляет 80-85 %.
Результаты работы:
|                                         | 1996 | 1999 | 2006   | 2007   | 2008   | 2009  | 2010  | 2012  |
| --------------------------------------- | ---- | ---- | ------ | ------ | ------ | ----- | ----- | ----- |
| Выпуск продукции, тонн                  | 0,4  | 2    | 1969,8 | 2780,3 | 3350   | 3874  | 4193  | 5663  |
| Выручка, млн. руб                       | -    | -    | 73,61  | 108,34 | 156,39 | 199   | 216,2 | 431,4 |
| Чистая прибыль, млн. руб                | -    | -    | 0,274  | 2,098  | 1,148  | 2,83  | 3,075 | 3,529 |
| Затраты на научные разработки, млн. руб | -    | -    | 10,038 | 11,47  | 12,151 | 19,79 |       | 15,31 |